# Francisco Maria Carrafa
Francisco Maria Carrafa Castrioto y Gonzaga de seu nome completo, (? - Morreu na prisão da Torre de Pinto em 12 de Julho de 1642), foi Vice-rei de Navarra, Duque de Nocera, Foi também vice-rei de Aragão e Capitão General do Reino de Aragão e do Reino de Navarra.
Exerceu o vice-reinado de Navarra apenas por um ano, 1640. Antes dele o cargo foi exercido por Marquês de Los Vélez. Seguiu-se-lhe Marquês de Tabara.